# 山口第一交通グループ
山口第一交通グループ（やまぐちだいいちこうつうグループ）は、山口県西部においてタクシー事業を中心に貸切バス事業・保険事業・不動産事業を運営する企業グループ。
かつて第一交通産業（福岡県北九州市）傘下にあった山口県西部の複数のタクシー会社を、下関市にて設立された山口第一株式会社が中核となって企業グループを再構築したものである。従って、現在は直属の第一交通産業グループではないが、提携協力会社として現在も第一交通産業グループと同じカラーリングのタクシーを運行している。

## 事業所
統括会社である山口第一株式会社と、地域別の6社の事業会社からなる。
| 事業所                         | 所在地             |
| ------------------------------ | ------------------ |
| 小野田第一交通株式会社         | 山陽小野田市日の出 |
| 宇部第一交通株式会社           | 宇部市昭和町       |
| いさむや第一交通株式会社       | 山口市朝田         |
| 美祢第一交通有限会社           | 美祢市大嶺町東分   |
| 冨士第一交通有限会社           | 長門市東深川       |
| 冨士第一交通有限会社西市営業所 | 下関市豊田町殿敷   |
| 株式会社REA                    | 東京都中央区築地   |

## 主な事業
タクシー事業
いさむや第一交通が中核となって、山口市、宇部市、山陽小野田市、美祢市、長門市、下関市北部を営業エリアとしたタクシー事業を行っている。
通常のタクシーの他、ハイヤー、代行タクシー（タクシーを使用した運転代行）、介護タクシー（寝台車や車いす専用車を使った送迎サービス）等を行っている。
富士第一交通では乗合タクシー事業も行っており、2018年からは長門市と新山口駅を結ぶ路線を運行している。
観光バス
いさむや第一交通は一般貸切旅客自動車運送事業の認可を受けており、中型観光バス（28人乗り）（29人乗り）（33人乗り）　計　3台を所有している。
不動産事業
住宅のリノベーション（買取再販）および新築一戸建ての分譲事業を手掛けており、下関市と山口市に友人店舗を有する。